# Conor Lamb
Conor James Lamb, né le 27 juin 1984 à Washington, D.C., est un procureur, militaire et homme politique américain. Il est membre du Parti démocrate.

## Biographie

### Carrière politique
Il est élu de justesse lors de l'élection législative spéciale pour le 18e district de Pennsylvanie en battant le candidat républicain,. Ce district avait été remporté par Donald Trump en 2016 avec une avance de plus de 20 points sur Hillary Clinton.
Lors des élections de mi-mandats de novembre 2018, Conor Lamb est candidat dans le 17e district de Pennsylvanie, les circonscriptions ayant été redécoupées, ces dernières étant jusqu'alors jugées très défavorables aux démocrates dans cet État. Il remporte l'élection avec plus de 56 % des voix, devançant largement son adversaire républicain. Il est réélu en novembre 2020, rassemblant plus de 51 % des voix face à son adversaire républicain.
Lors des primaires présidentielles du Parti démocrate de 2020, il soutient Joe Biden.
La même année, il fait partie de la liste des 40 Under 40, liste de personnes que le magazine Fortune considère comme étant les jeunes leaders les plus influents de l'année.
Le 6 août 2021, il annonce sa candidature aux élections sénatoriales de 2022 en Pennsylvanie. Il termine deuxième de la primaire démocrate de mai 2022, largement distancé par le lieutenant-gouverneur de l'État John Fetterman.

## Prises de position
Conor Lamb peut être considéré comme un démocrate modéré de par ses positions. En effet il s'est dit favorable au projet de taxation de l'acier et de l'aluminium étranger du Président Trump. Il est également personnellement opposé à l'avortement, sans pour autant le remettre en cause,.
Ses points de désaccord avec les républicains sont pour autant majeurs : il critique la volonté des républicains de démanteler l'Obamacare en appelant à une réflexion bipartisane et s'oppose à la réforme fiscale souhaitée par Donald Trump qu'il qualifie de « cadeau » pour les plus riches,.
Il fait du travail un de ses cheval de bataille, ce qui lui permit de recevoir le soutien de nombreux syndicats lors de sa campagne pour le siège du 18e district de Pennsylvanie.
En 2019, lors de l'élection du Président de la Chambre des représentants, il vote contre Nancy Pelosi et soutient Joe Kennedy.
Il vote en faveur d'un projet de loi ayant vocation à rendre obligatoire la vérification des antécédents du client lors de chaque vente d'armes.
Lors des deux impeachments du Président Trump, Conor Lamb vote en faveur de la mise en accusation du Président.

## Historique électoral
| Année | Conor Lamb | Rick Saccone |
| ----- | ---------- | ------------ |
| Année |            |              |
| 2018  | 49,86 %    | 49,53 %      |

| Année | Conor Lamb | Républicain |
| ----- | ---------- | ----------- |
| Année |            |             |
| 2018  | 56,3 %     | 43,7 %      |
| 2020  | 51,1 %     | 48,9 %      |